# خطوط ديناميك الجوية الرحلة 405
خطوط ديناميك الجوية الرحلة 405 طائرة بوينغ 767-269ER كانت تحمل علي متنها 90 راكبا و11 من أفراد الطاقم وكانت متجهة من فورت لاودردال إلى كاراكاس في 29 أكتوبر 2015 وعندما أقلعت بعد دقائق حدث حريق طائرة بسبب تسرب الوقود وتكمنت الطائرة من الهبوط بسلام في مطار فورت لاودردال هوليوود الدولي في فورت لاودردال في الولايات المتحدة ونجا جميع الركاب والطاقم البالغ عددهم 101 شخصا وما زالت التحقيقات جارية.